# Orthotrichia flagellum
Orthotrichia flagellum är en nattsländeart som beskrevs av G. Marlier 1965. Orthotrichia flagellum ingår i släktet Orthotrichia och familjen smånattsländor. Inga underarter finns listade i Catalogue of Life.